# Хориков, Михаил Петрович
Михаил Петрович Хориков (24 января 1916 год, Сазоново, Московская губерния, Российская империя — 15 августа 2004 год, Екатеринбург, Россия) — Герой Социалистического Труда (1971), главный конструктор Уральского оптико-механического завода Министерства оборонной промышленности СССР в городе Свердловск.

## Биография
Родился 24 января 1916 года в деревне Сазоново Московской губернии, Российская империя (ныне Городской округ Егорьевск Московской области).
С 1937 года работал техником-конструктором на «Заводе № 217» Наркомата оборонной промышленности СССР в Москве. В ноябре 1941 года вместе заводом был эвакуирован в город Свердловск, где Михаил Петрович разрабатывал в годы Великой Отечественной войны оптические бомбардировочные прицелы ОПБ-1Д, ПБП-2, новый авиационный прицел, приёмник к пулемёту «Максим», узел затвора к Катюше, танковую призму.
Окончил Уральский политехнический институт. Работал начальником опытно-конструкторского бюро (ОКБ) — главным конструктором Уральского оптико-механического завода в 1964—1985 годах. В 1985 году вышел на пенсию.
Разрабатывал системы стабилизации и автопилота зенитного ракетного комплекса «Круг», системы прицеливания 9Ш133 ракетного комплекса «Ока», авиационного лазерного дальномера «Фон», лазерной станции дальнометрирования и целеуказания «Клен», серии визуальных оптических приборов для пилотируемых кораблей «Восток», «Союз», «Салют», «Мир».
Скончался 15 августа 2004 года. Похоронен на Сибирском кладбище Свердловска.

## Награды
За свои достижения был награждён:
- 16.09.1945 — орден «Знак Почёта»;
- 28.07.1966 — орден «Знак Почёта»;
- 26.04.1971 — звание Герой Социалистического Труда с вручением золотой медали Серп и Молот и ордена Ленина «за выдающиеся заслуги в выполнении заданий пятилетнего плана и создание новой техники»;
- 1981 — Государственная премия СССР.